# رافی کاسابیان
رافی کاسابیان (ارمنی: Րաֆֆի Քասաբյան؛ انگلیسی: Raffi Qasabian؛ زادهٔ ) جراح عروق ارمنی‌تبار اهل استرالیا است.

## زندگی‌نامه
وی در  نیو ساوت ولز به دنیا آمد و از دانشگاه سیدنی فارغ‌التحصیل شد. وی همچنین برندهٔ جوایزی همچون مدال مخیتار هراتسی (۲۰۱۴) شده‌است.